# تورستن کی
تورستن کی (آلمانی: Thorsten Kaye؛ زادهٔ ۲۲ فوریهٔ ۱۹۶۶) هنرپیشه و شاعر اهل آلمان است.
از فیلم‌ها یا برنامه‌های تلویزیونی که وی در آن نقش داشته‌است می‌توان به جانور و جسور و زیبا اشاره کرد.